# Drino nova
Drino nova là một loài ruồi trong họ Tachinidae.